# Mikola Ferenc (tanácsúr)
Szamosfalvi Mikola Ferenc (1520 k. – 1568 után) erdélyi nemesúr, az erdélyi fejedelmi tanács tagja.

## Élete
Régi erdélyi főnemesi családból származott. Apja, Mikola László, Kolozs vármegye főispánja, Erdély alvajdája és székely vicecomes volt. 1539-től a bécsi egyetemen tanult. Hazatérése után Izabella királyné szervitora volt. I. Ferdinánd idejében, 1552–1556 között a vízaknai kamara vezetője volt. János Zsigmond megbízásából 1559-ben a szászoknál, 1560-ban Bécsben járt követségben. 1561-ben Mechkey László, Gyerőfi Mihály, Kornis Mihály, Lázár Imre és Kálnoky Bálint mellett ő képviselte a nemességet azon a hitvitán, amelyet a lutheránusok és a reformátusok között tartottak.1562-től haláláig az erdélyi fejedelmi tanács tagja volt. 1566-ban Balassa Menyhért javaiból az övé lett Magyaróság. Tagja volt annak a bizottságnak, amely az erdélyi rendek megbízásából hitelesítette János Zsigmond végrendeletét. 
Az elsők között tért át az unitárius vallásra. 1566-ban, amikor a fejedelem rendeletére a kolozsvári főtéri templomot át kellett engedni az unitáriusoknak, az ünnepélyes beiktatást Mikola és Cserényi István végezték. 1567-ben Dávid Ferenc neki ajánlotta Rövid útmutatás című művét. 
Első feleségének neve ismeretlen, a második Melith Anna, gazdag özvegyasszony volt. Gyermekeik: László, Katalin, Anna, Judit és János.